# Sitticus mirandus
Sitticus mirandus är en spindelart som beskrevs av Dmitri Viktorovich Logunov 1993. Sitticus mirandus ingår i släktet Sitticus och familjen hoppspindlar. Inga underarter finns listade i Catalogue of Life.